# Георгіївка (Мелітопольський район)
Гео́ргіївка (колишня назва — Тююшки, алб. Tyshki) — село в Україні, в Олександрівській сільській громаді Мелітопольського району Запорізької області. Населення становить 446 осіб. До 2018 року орган місцевого самоврядування — Олександрівська сільська рада.

## Географія
Село Георгіївка розташоване на лівому березі річки Акчокрак, вище за течією розташоване село Дівнинське (за 1,5 км).

## Історія
Село засноване арнаутами — переселенцями з бессарабського села Каракурт, під первинною назвою — Тюшки (алб. Tyshki).
7 (20) листопада 1917 року, відповідно до Третього Універсалу Української Центральної Ради, увійшло до складу Української Народної Республіки.
Під час організованого радянською владою Голодомору 1932—1933 років в Георгіївці померло щонайменше 200 мешканців, наразі  встановлено імена 129 жертв.
У 2018 році, в ході децентралізації, процесі утворення Олександрівської сільської громади Георгіївська сільська рада була ліквідована  та підпорядковувалася Олександрівській сільській раді.
12 червня 2020 року, відповідно до розпорядження Кабінету Міністрів України № 713-р «Про визначення адміністративних центрів та затвердження територій територіальних громад Запорізької області», село увійшло в Олександрівську сільську громаду.
19 липня 2020 році, в ході адміністративно-територіальної реформи та ліквідації Приазовського району, село увійшло до складу новоутвореного Мелітопольського району.

## Економіка
- ПП «Георгіївка».

## Об'єкти соціальної сфери
- Школа I ст. (учнів старших класів здійснюється підвезення шкільним автобусом в село Дівнинське)[8].

## Релігія
- Храм Різдва Пресвятої Богородиці.